# Bogovinje
Bogovinje (in macedone Боговиње?, in albanese Bogovinë) è un comune rurale della Repubblica di Macedonia di 28 997 abitanti (dati del 2002). La sede municipale è nella omonima località.

## Geografia fisica
Il comune confina con quelli di Tetovo a nord, Brvenica a est e Vrapčište a sud.

## Società

### Evoluzione demografica
Secondo i dati del censimento del 2002 il comune ha 28 997 abitanti così divisi dal punto di vista etnico:
- Albanesi = 27 600
- Macedoni = 37

## Località
Il comune è formato dall'insieme delle seguenti località:
- Bogovinje (sede comunale)
- Žerovjane
- Novo Selo
- Pirok
- Rakovec
- Selce Keč
- Dolno Palčiste
- Gorno Palčiste
- Gorno Sedlarce
- Jelovjane
- Kamenjane
- Novakje
- Siničane
- Urvič

## Sport

### Calcio
La squadra principale della città è il Drita Bogovinje.